# The Finder
The Finder is een Amerikaanse televisiedramaserie, die van start ging op 12 januari 2012. De serie werd uitgezonden op de Amerikaanse televisiezender FOX.
De serie is licht gebaseerd op het boek The Locator. De serie kwam in Vlaanderen op antenne bij 2BE in maart 2012, in Nederland bij RTL 4.

## Verhaal
In The Finder staat de Amerikaanse oud-militair Walter Sherman centraal, die in de Irakoorlog door een bermbom een hersenbeschadiging heeft opgelopen, waardoor hij paranoïde is geworden. Hij wordt ingehuurd om personen of zaken op te sporen voor onder andere overheidsinstanties, waarbij hij hulp krijgt van zijn vriend jurist Leo Knox en soms van zijn twee zigeunerpupillen.

## Rolverdeling
| Acteur                         | Personage      | Opmerkingen                                                          |
| ------------------------------ | -------------- | -------------------------------------------------------------------- |
| Geoff Stults                   | Walter Sherman | Protagonist en ex-militair.                                          |
| Michael Clarke Duncan († 2012) | Leo Knox       | Walters vriend en juridisch adviseur.                                |
| Maddie Hasson                  | Willa Monday   | Zigeunermeisje dat onder Leo's toezicht is geplaatst.                |
| Toby Hemingway                 | Timo Proud     | Zigeunerjongen aan wie de patriarch nicht Willa wil uitgehuwelijken. |
| Mercedes Mason                 | Isabel Zambada | Hulp-U.S. marshal en Walters vriendin.                               |

## Afleveringen
De pilotaflevering werd op 21 april 2011 uitgezonden als aflevering negentien van het zesde seizoen van de televisie-politieserie Bones, waarvan The Finder dus technisch een spin-off is, al is er verder geen verband.

## Uitzendingen
The Finder werd buiten de VS uitgezonden door diverse televisiezenders.
| Land(en)                                                                                        | Zender       |
| ----------------------------------------------------------------------------------------------- | ------------ |
| België                                                                                          | 2BE          |
| Canada                                                                                          | Global TV    |
| Nederland                                                                                       | RTL 4        |
| Portugal                                                                                        | FOX Portugal |
| China, Filipijnen, Hongkong, Indonesië, Japan, Maleisië, Singapore, Taiwan, Thailand en Vietnam | Fox Asia     |